# Arreguín de Abajo
Arreguín de Abajo är en ort i Mexiko.   Den ligger i kommunen Celaya och delstaten Guanajuato, i den centrala delen av landet, 210 km nordväst om huvudstaden Mexico City. Arreguín de Abajo ligger 1 754 meter över havet och antalet invånare är 310.
Terrängen runt Arreguín de Abajo är platt åt nordost, men åt sydväst är den kuperad. Runt Arreguín de Abajo är det tätbefolkat, med 849 invånare per kvadratkilometer. Närmaste större samhälle är Celaya, 5,7 km norr om Arreguín de Abajo. Trakten runt Arreguín de Abajo består till största delen av jordbruksmark.